# Berón de Astrada (departamento)
Berón de Astrada é um departamento da província de Corrientes. Possuía, em 2019, 2.789 habitantes.